# Luci d'inverno
Luci d'inverno (Nattvardsgästerna) è un film diretto da Ingmar Bergman nel 1963. È il secondo della trilogia dedicata al tema del "silenzio di Dio", comprendente: Come in uno specchio, la saggezza acquisita; Luci d'inverno, la saggezza svelata; Il silenzio - il silenzio di Dio -, impronta negativa..
Nattvardsgästerna in svedese vuol dire i comunicandi (coloro che stanno per ricevere la comunione), il termine rimane sospeso fra comunione e comunicazione. 

## Il soggetto
Dopo aver perso la moglie, il pastore protestante Tomas Eriksson sente incrinarsi la sua fede religiosa. A niente valgono le premure di Marta Ludgren, la maestra del villaggio di lui innamorata, a consolarlo, né tanto meno le preghiere rituali che ripete meccanicamente, a cui non sembra più credere. Così, quando il pescatore Jonas, un parrocchiano preso dalla psicosi di una guerra nucleare, ricorre a lui, egli gli confessa la propria disperazione e incredulità e non riesce a impedire che si suicidi. Con l'anima esacerbata, Tomas risponde aspramente all'amore di Marta. Soltanto quando il sacrestano gli ricorda le sofferenze del Cristo in croce, egli intravede uno spiraglio di fiducia e, con grande sforzo, incomincia la funzione vespertina.
Tra l'inizio e la fine del film qualcosa nel pastore è cambiata, la sua stanca fede ereditata non c'è più: se al suo posto ce ne sia un'altra rinnovata, finalmente consapevole, non viene detto. Ogni interpretazione è lasciata allo spettatore.

## Trama
Mentre fuori è tutto bianco di neve, il pastore protestante Tomas Ericsson sta celebrando il culto, accompagnato dai corali, nella chiesa parrocchiale di Mittsunda e distribuisce, ai cinque fedeli che si avvicinano alla balaustra, la santa cena, recitando le preghiere. Al termine della funzione il collaboratore Algot chiede al pastore di potergli parlare e costui gli fissa un appuntamento più tardi.
Arrivano intanto i coniugi Persson, che hanno tre bambini e un quarto in arrivo, molto turbati. L'uomo, che soffre di mania depressiva, dice di essere ossessionato dai cinesi che possiedono la bomba atomica. I due si congedano con la promessa che l'uomo ritornerà più tardi per parlare da solo al pastore.
Si avvicina a Tomas Marta, una maestra elementare innamorata del pastore, che gli offre qualcosa di caldo, ma il pastore rifiuta. Quando la donna se ne va, egli guarda la fotografia della moglie morta quattro anni prima e che ha tanto amato e poi tira fuori dal portafoglio una lettera. La lettera è di Marta che ha preferito scrivergli perché pensa che le parole confondono e mentre il pastore la legge si vede sullo schermo il volto di Marta stessa e si ascolta la sua voce che pronuncia le parole della missiva. La lunga sequenza viene interrotta da un breve flashback dove Marta ricorda un avvenimento dell'anno prima quando gli aveva chiesto di pregare per guarire da un eczema alle mani. Sostiene che pur non credendo nel soprannaturale una sua preghiera era stata esaudita e che aveva compreso di amarlo "Avevo chiesto una luce e l'avevo avuta. Ho chiesto uno scopo e l'ho avuto. Quello scopo sei tu".
Arriva intanto Jonas Persson e Tomas, nel tentativo di dissuaderlo dall'idea del suicidio gli parla della sua tragica esperienza personale, autocommiserandosi e arrivando a mettere in dubbio la propria fede in Dio. L'uomo, turbato, se ne va. Una donna entra in chiesa e avverte il pastore che Jonas si è ucciso con un colpo di fucile. Arriva Marta e Tomas le dice che non la ama e, insieme a lei, si avvia in auto verso un'altra parrocchia dove deve tenere una funzione.
Lungo il percorso si ferma presso la casa della signora Persson per avvertirla della morte del marito offrendole il suo conforto, che però viene cortesemente rifiutato. Giunto alla chiesa, prima di iniziare il culto, ascolta Algot che gli parla di alcune riflessioni fatte in seguito alla lettura del Vangelo, riguardo alla Passione di Cristo. Secondo Algot gli evangelisti danno troppa importanza alle sofferenze fisiche di Cristo, che furono brevi, trascurando le sue sofferenze interiori, causate dai suoi discepoli che lo abbandonarono, e da Dio, di cui lui sente la lontananza esprimendola con la seguente invocazione: "Dio, perché mi hai abbandonato?", dimostrando di aver sofferto per il silenzio di Dio.
Tomas quindi inizia la funzione, lodando Dio con la frase: "Santo, santo, santo, il Signore Dio degli eserciti".

## Produzione
Il film venne realizzato in una piccola città della Svezia centrale, Falun poi designata per la prima mondiale del film il cui incasso si devolse a beneficio del restauro della chiesa.

## Distribuzione

### Titoli con cui è stato distribuito
- De Avondmaalsgasten, Paesi Bassi
- Los Comulgantes, Spagna
- Os Comungantes, Brasile
- Licht im Winter, Germania Ovest
- Luz de Inverno, Portogallo
- Luz de inverno, Argentina
- Lys i mørket, Danimarca
- Talven valoa, Finlandia, 12 aprile 1963
- Winter Light, Stati Uniti d'America, 13 maggio 1963, New York

## Riconoscimenti
Il film vinse il primo premio all'"VIII Settimana Internazionale del film religioso" a Vienna e, ex aequo con Il buio oltre la siepe di Robert Mulligan, vinse nel 1963 il Gran Premio OCIC (Office Catholique International du Cinèma, organizzazione cattolica che si occupa di cinema) con la seguente motivazione: "Illustra in modo straziante il tormento che costituisce per ogni anima profonda il "silenzio" di Dio".
- 1966 - Semana Internacional de Cine de Valladolid
  - Lábaro de oro

## Critica
(Georges Sadoul)
(Alberto Moravia)